# Joan Barter
Joan Barter   (Mequinensa, 1648 - Barcelona, 1706) fou un músic i compositor de l'època barroca. Va ser mestre de capella i organista a Lleida i en la catedral de Barcelona, càrrec que va obtenir en 1682 i va ocupar fins a la seva jubilació en 1696, quan va ser substituït per Francesc Valls. Barter va potenciar la labor docent de l'escolania de la catedral. També va intentar millorar la qualitat i la quantitat dels efectius de la capella de música contractant nous cantors. En el claustre de la catedral es conserva la seva tomba.
Entre la seva producció musical que es conserva trobem música eclesiàstica.

## Biografia

### Infantesa i joventut a Lleida
Ja de nen, l'any 1661, va ingressar en l'escolania de la catedral de Lleida. Es va formar com a cantor de capella sota les mans del professor Juan Merino, mestre de capella de la catedral lleidatana a la fi del segle. El seu germà Pere Barter, també va ingressar de cantor en l'escolania de la catedral. Es coneix que Joan Barter també va tenir un nebot anomenat Pere Soro Barter que també va tenir un paper molt important a la catedral de Barcelona.
Durant la seva joventut, el 5 de gener de 1664, Joan va guanyar una important gratificació econòmica pels serveis musicals oferts a la capella de Lleida. Encara que al poc temps va patir problemes de veu, va haver de deixar les seves classes de cant. Quatre anys després, el 7 de setembre de 1668, després de guanyar el seu mestre cantaire Juan Merino, el magisteri de la Catedral d'Ourense, va decidir nomenar a Joan Barter com a mestre de capella de la catedral de lleidatana. Quan ja va ser nomenat mestre de capella, va compondre música eclesiàstica com a misses, salms i nadales. També va compondre música en romanç, que es pot observar en nadales com “A la flor que neix de l'alba” o “A l'amor que galant hermosea”. A més, durant aquesta etapa de la seva vida, va ser quan va compondre una de les seves obres més destacades del seu recorregut musical “Missa a sis veus i baix continu”. Quan tenia vint-i-dos anys, li van publicar “Lletres de les nadales que es van cantar en la nit de Nadal en la catedral lleidatana”. En 1671, Raphael Figueró publicava les “Nadales que es van cantar la nit de Nadal en la Santa Església de Lleida” sent ja Maestro de Capella el Racionero Joan Barter. Ja en 1677, sis anys després, va ser publicada una altra de les seves obres més rellevants en la seva carrera musical “Assossecs de l'oci indigne” amb text d'autor anònim.

### Etapa a Barcelona
Quan mor Lluís Vicent Gargallo, mestre de capella de la catedral de Barcelona, es produeix la selecció per a la vacant del nou mestre d'aquesta catedral. Barter es presenta com aspirant juntament amb altres candidats com Felipe Olivella (mestre de capella del Palau de la Comtessa de Barcelona) i Josep Pujolar (mestre de capella de la Seu d'Urgell). Per a aconseguir la plaça, Barter va presentar la composició que va realitzar durant aquest temps que va ser el "Salm a 12 de 7è to". Finalment, va ser el propi Barter el seleccionat el 13 de juliol de 1682 per a ser el nou mestre de capella de la catedral de Barcelona. Pel que va haver d'abandonar la seva plaça com a mestre de capella a Lleida. El mateix dia que va ser nomenat com a nou mestre de la catedral barcelonina, se li va concedir una llicència per a anar a Lleida a acomiadar-se dels seus coneguts de la Seu Vella i també poder recollir les seves propietats.
Una de les seves obres més destacades és “El Magnificat a 8 veus i Baix continu”, peça molt rellevant entre les seves obres per reflectir l'avantguardisme musical de la seva època, està composta a vuit veus, la qual no és fàcil d'interpretar ja que no era comuna que estiguessin aquestes peces formades fins a vuit veus.
A partir de 1685 fins a 1696, va compondre una gran quantitat de nadales com: “Nadales que es van cantar en la santa Catedral Església de Barcelona en el Reverend, Obsequiós i Sacre Culte” i el seu “Octavario, va dedicar a la Puríssima i Immaculada Concepció de N.S”, “Nadales que es van cantar en el Religiosissimo Convent de San Josef, Ordre de Carmelitos”, “Nadales que es van cantar a l'Església del real Convent de Santa Eulalia de la Real i Militar Ordre de N. S. de la Mercè”.
D'altra banda, es va preocupar molt pels cantors que hi havia, per la qual cosa els va concedir una gran rellevància en la catedral i els va proporcionar també una excel·lent educació musical. Així mateix va haver de participar en els tribunals d'oposicions en la catedral de Lleida l'any 1686 i també en la de Girona en 1688. A Lleida es pretenia cobrir la plaça de Miguel Conejos d'Egüés, que havia estat mestre de capella de Lleida durant els anys entre 1684 i 1686. Al no trobar el candidat idoni per a la seva substitució, van decidir demanar l'ajuda del mestre Barter, el qual va proposar a Miguel de Ambiela. Mentre que a Girona, després de la mort del qual era en aquells dies el mestre de capella de la catedral de Girona, Francesc Soler, va ser triat Josep Gas.
Cal destacar, que es conserva una gran part de l'obra de Joan Barter. Es conserven en diversos pobles i ciutats catalanes com en l'arxiu de Lleida, Cervera, Segarra, la Biblioteca de Catalunya, l'església de Santa María de Verdú i a Canet de Mar com l'obra trobada “Ruy senyor clarin de l'albor” (una altra de les seves obres més rellevants). En tota la seva obra mostrava originalitat, personalitat, domini de les tècniques que s'utilitzaven durant l'"últim barroc" com el “stile antico” i el “stile modern” i les complexitats rítmiques barroques. Pràcticament totes les seves obres s'han interpretat en esglésies.
Finalment, el 7 de desembre de 1696, Joan Barter va demanar al Cabildo barceloní la jubilació. Deu dies després li va ser acceptada la seva sol·licitud i el seu càrrec va ser succeït per Francesc Valls, el qual era mestre de capella en la basílica barcelonina de Santa María de la Mar. Barter va morir en 1706, deu anys després de la seva jubilació a Barcelona i va ser sepultat en el claustre de la catedral de Barcelona.